# Cyphia angustifolia
Cyphia angustifolia är en klockväxtart som beskrevs av Christian Friedrich Frederik Ecklon, Carl Ludwig Philipp Zeyher och Karel Presl. Cyphia angustifolia ingår i släktet Cyphia, och familjen klockväxter. Inga underarter finns listade i Catalogue of Life.